# Grandcour
Grandcour ist eine politische Gemeinde im Distrikt Broye-Vully des Kantons Waadt in der Schweiz. Der frühere deutsche Name Langendorf wird heute nicht mehr verwendet.

## Geographie

Luftbild (1946)

Grandcour liegt auf 484 m ü. M., 6 km nördlich des Bezirkshauptorts Payerne (Luftlinie). Das Haufendorf erstreckt sich an aussichtsreicher Lage auf der Südseite des Höhenrückens zwischen dem Neuenburgersee und der Broyeebene, im nordöstlichen Waadtländer Mittelland.
Die Fläche des 10,1 km² grossen Gemeindegebiets umfasst einen Abschnitt des Waadtländer Mittellandes. Der Gemeindeboden erstreckt sich von der landwirtschaftlich intensiv genutzten Broyeebene nordwärts über den kanalisierten Lauf der Petite Glâne auf den angrenzenden Molasserücken. Auf der Bellevue wird mit 502 m ü. M. der höchste Punkt von Grandcour erreicht. Die östliche Abgrenzung bildet das in die Molasseschichten eingetiefte Waldtälchen Laret. Nördlich des Dorfes reicht das Gebiet über den breiten Rücken mit den Wäldern Bois de Rombu, Bois de Prahens und Bois des Râpes bis an den Bach Ruisseau de Robin, der den nördlichen Gemeindeteil direkt zum Neuenburgersee entwässert. In einem schmalen Zipfel erstreckt sich Grandcour nach Westen und umfasst den Wald von Moraye. Von der Gemeindefläche entfielen 1997 6 % auf Siedlungen, 14 % auf Wald und Gehölze und 80 % auf Landwirtschaft.
Zu Grandcour gehören die Weiler Ressudens-Dessous (442 m ü. M.) in der Broyeebene, Ressudens-Dessus (447 m ü. M.) am Fuss des Höhenrückens, Fin de Ressudens (464 m ü. M.), Chesard (477 m ü. M.) und Sur la Vigne (489 m ü. M.) auf den Höhen östlich des Dorfes sowie einige Einzelhöfe. Nachbargemeinden von Grandcour sind Chevroux, Payerne und Corcelles-près-Payerne im Kanton Waadt sowie Gletterens, Vallon und Estavayer im Kanton Freiburg.

## Bevölkerung
Mit 1004 Einwohnern (Stand 31. Dezember 2023) gehört Grandcour zu den kleineren Gemeinden des Kantons Waadt. Von den Bewohnern sind 93,2 % französischsprachig, 4,1 % deutschsprachig und 1,8 % portugiesischsprachig (Stand 2000). Die Bevölkerungszahl von Grandcour belief sich 1870 auf 782 Einwohner, 1900 auf 725 Einwohner. Nachdem die Bevölkerung bis 1970 auf 642 Personen abgenommen hatte, wurde seither wieder eine Bevölkerungszunahme registriert.

## Wirtschaft
Grandcour war bis in die zweite Hälfte des 20. Jahrhunderts ein vorwiegend durch die Landwirtschaft geprägtes Dorf. Noch heute haben der Ackerbau (insbesondere Getreide, Zuckerrüben und Tabak) und der Obstbau eine wichtige Bedeutung in der Erwerbsstruktur der Bevölkerung. Weitere Arbeitsplätze sind im lokalen Kleingewerbe (im Baugewerbe und im Gartenbau) sowie im Dienstleistungssektor vorhanden. In den letzten Jahrzehnten hat sich das Dorf dank seiner attraktiven Lage auch zu einer Wohngemeinde entwickelt. Viele Erwerbstätige sind Wegpendler, die vor allem im Raum Payerne arbeiten.

## Verkehr
Die Gemeinde ist verkehrstechnisch gut erschlossen. Sie liegt an der Hauptstrasse von Estavayer-le-Lac nach Sugiez. Die nächsten Autobahnanschlüsse an die A1 (Lausanne-Bern) sind Payerne (in westlicher Richtung) und Avenches (in östlicher Richtung). Durch den Postautokurs, der von Payerne nach Chevroux verkehrt, ist Grandcour an das Netz des öffentlichen Verkehrs angebunden. Auch die Buslinie, die Freiburg mit Estavayer-le-Lac verbindet, bedient das Dorf.

## Geschichte
Schon im Frühmittelalter befand sich auf dem Gemeindegebiet südlich des heutigen Dorfes eine Siedlung. Wahrscheinlich wurde das erste Schloss von Grandcour im 10. Jahrhundert erbaut. Um dieses Schloss entwickelte sich im 11. und 12. Jahrhundert eine Siedlung. Geschichtlich einwandfrei dokumentiert sind jedoch erst die Herren von Cossonay-Prangins, denen das Schloss um 1200 gehörte. In diese Zeit fällt auch die erste urkundliche Erwähnung des Ortes unter dem Namen Grancort (1212). Später erschienen die Schreibweisen Grandcort (1299) und Grancor (1342). Der Ortsname setzt sich aus den lateinischen Wörtern grandis (gross) und cortis (Hof) zusammen.
Grandcour war seit dem 12. Jahrhundert ein befestigtes kleines Städtchen und bildete den Mittelpunkt einer Herrschaft, zu der auch Chevroux und die Dörfer Chesard und Ressudens (heute eingemeindet) gehörten. 1293 kam die Herrschaft an Ludwig von Savoyen, der dem Städtchen gewisse Freiheiten gewährte. Von 1311 bis 1397 gehörte Grandcour den Herren von Grandson, danach wieder zu Savoyen. Die Herrschaft, die Mitte des 16. Jahrhunderts zur Baronie erhoben wurde, erfuhr seit dem 15. Jahrhundert zahlreiche Besitzerwechsel.
Mit der Eroberung der Waadt durch Bern im Jahr 1536 kam Grandcour unter die Verwaltung der Vogtei Avenches, wobei es zusammen mit Chevroux eine Exklave bildete. Nach dem Zusammenbruch des Ancien Régime gehörte das Dorf von 1798 bis 1803 während der Helvetik zum Kanton Léman, der anschliessend mit der Inkraftsetzung der Mediationsverfassung im Kanton Waadt aufging. 1798 wurde Grandcour zunächst dem Bezirk Avenches zugeteilt, 1803 kam es an den Bezirk Payerne und wurde Hauptort eines Kreises.

## Sehenswürdigkeiten
Das Schloss von Grandcour mit zwei kleinen Seitenflügeln wurde von 1737 bis 1741 im Stil des Klassizismus an der Stelle der mittelalterlichen Burg erbaut. Zentrum des Ortes ist die Kirche Saint-Nicolas, die im 15. Jahrhundert errichtet und 1946 umfassend restauriert wurde. Um diesen zentralen Platz gruppieren sich stattliche Bauern- und Bürgerhäuser aus dem 18. und 19. Jahrhundert. Von 1563 stammt das Rathaus.
Die eigentliche Pfarrkirche Notre-Dame steht in Ressudens. Sie wurde im 13. Jahrhundert anstelle eines frühmittelalterlichen Gotteshauses erbaut. Bei Renovationsarbeiten wurde 1922 im Chor ein bedeutender Freskenzyklus entdeckt, der aus dem 14. Jahrhundert stammt. Das Pfarrhaus wurde 1742 neu gebaut. Auf der Höhe Bellevue steht seit 1936 ein Wasserturm in der Form eines Rundturms mit ziegelgedecktem Spitzendach.

## Persönlichkeiten
- Adolphe-Henri Ruchat (1906–2002), Sozialarbeiter und Flüchtlingshelfer